# クイーンズランド州立図書館
クイーンズランド州立図書館（クイーンズランドしゅうりつとしょかん、英: State Library of Queensland）は、オーストラリア連邦クイーンズランド州政府が運営する州立図書館。

## 歴史
- 1896年 - クイーンズランド植民地総督により、 Brisbane Public Library 設立。
- 1898年 - Public Library of Queensland に改称。
- 1902年 - 一般に開放。

State Librarian（司書長）:
- James L. Stapleton 1943 - 1969年
- Sidney Lawrence (Lawrie) Ryan (1970 - 1988年)
- Des Stephens (1988 - 2001年)
- Lea Giles-Peters (2001- )

## サービス
開館時間 10am-5pm(月曜日 - 木曜日：8pm まで開館)

## 住所
Stanley Place, South Bank Precinct, South Brisbane